# Тёлп, Рейн
Рейн Тёлп (эст. Rein Tölp; 11 октября 1941, Таллин — 16 апреля 2018, Таллин) — советский эстонский легкоатлет, специалист по бегу на средние дистанции. Выступал за сборную СССР по лёгкой атлетике в 1960-х годах, победитель первенств всесоюзного и республиканского значения, участник летних Олимпийских игр в Токио.

## Биография
Рейн Тёлп родился 11 октября 1941 года в Таллине. Окончил Таллинское строительное и машиностроительное училище (1964) и Таллинский политехнический институт (1978). Проходил подготовку в таллинском клубе «Калев».
В 1964 году установил свой личный рекорд в беге на 800 метров (1:47,7), вошёл в основной состав советской национальной сборной и благодаря череде удачных выступлений удостоился права защищать честь страны на летних Олимпийских играх в Токио — на восьмисотметровой дистанции сумел дойти до стадии полуфиналов, где показал время 1:49,1.
В 1968 году в составе сборной Вооружённых сил одержал победу на чемпионате СССР в беге на 800 метров.
За свою долгую спортивную карьеру в общей сложности 15 раз становился чемпионом Эстонской ССР в различных беговых дисциплинах, неоднократно устанавливал рекорды республики.
Увлекался также автоспортом, участвовал в первенствах Советского Союза по ралли.
После завершения спортивной карьеры занимался общественной и административной деятельностью, занимал руководящие должности в нескольких крупных эстонских спортивных клубах и организациях.
Умер 16 апреля 2018 года в Таллине в возрасте 76 лет. Похоронен на кладбище Пярнамяэ